# ヘルクレス座タウ星
ヘルクレス座τ星（ヘルクレスざタウせい、τ Herculis、τ Her）は、ヘルクレス座の変光星・連星である。見かけの等級は3.9と、肉眼でみることができる明るさである。ヒッパルコス衛星の測定による年周視差に基づいて計算した太陽からの距離は、およそ307光年である。

## 特徴
ヘルクレス座τ星は、スペクトル型がB5 IVに分類されるB型準巨星で、MKスペクトル分類においてはこのスペクトル型の標準星とされている。ヘルクレス座τ星の金属量は、繰り返し測定されているが、その度に値が変わり、なかなか一致をみなかった。その後、鉄原子の存在量でみると太陽と似ており、多くの金属元素に共通する傾向では、平均して太陽の85%程度の存在量であることが示されている。ヘルクレス座τ星の質量は太陽の5倍程度、半径は太陽の4倍程度と考えられ、光度は概ね太陽の600倍くらい、有効温度は15,000Kと見積もられている。

### 変光
ヘルクレス座τ星は、ヒッパルコス衛星による測光観測から周期的な変光が発見され、ゆっくりと脈動するB型星（Slowly Pulsating B star、SPB）とみなされるようになった。実際、ヘルクレス座τ星をヘルツシュプルング・ラッセル図上に図示すると、SPB不安定帯の中央に位置しており、他の観測結果と整合する。ヘルクレス座τ星の変光は、周期1.25日で、振幅が0.01等程度である。
一方、ヘルクレス座τ星のスペクトルでは、吸収線の輪郭に時間変化がみられ、その変化は、高次の重力波モードによる非動径振動が起きていることを示唆し、SPBの仕組みと整合するとわかった。但し、変動周期は測光による変光周期とずれがあり、複数の周期で振動している可能性が考えられた。その後、観測データを増やしてより精度良く分析した結果、スペクトル線の時間変化には、測光と同じ周期があり、第2、第3の周期も存在することがはっきりした。

## 星系
1890年、シャーバーン・バーナムが、ヘルクレス座τ星が二重星であることを発見した。相手の恒星は、ヘルクレス座τ星から南東に7秒程の位置にある15等星で、ヘルクレス座τ星とは固有運動を共有する連星であると考えられ、であるとすれば、公転周期は1万800年くらいになるものとみられる。

## 北極星

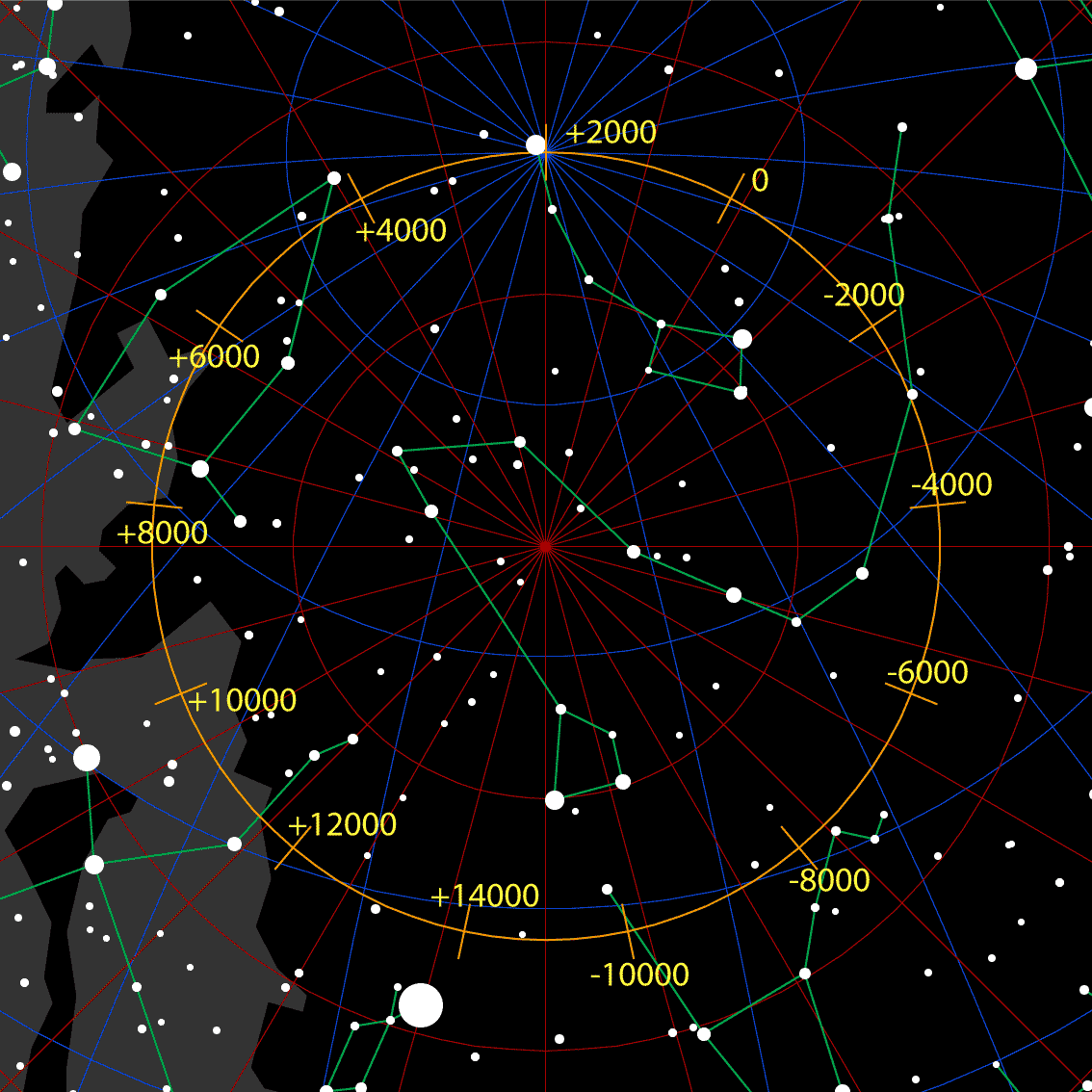
歳差運動による天の北極の移動。

ヘルクレス座τ星は、歳差運動による天の北極の移動経路のすぐ近くに位置しており、紀元前7400年頃には天の北極との離角が1度以内にあったとみられ、紀元前8千年紀にはたいへん都合の良い北極星であったと考えられる。歳差が1周する西暦18400年頃には、再びヘルクレス座τ星が北極星になると予測されている。
| 前              | 北極星    | 後          |
| --------------- | --------- | ----------- |
| ヘルクレス座ι星 | ∼18400 AD | りゅう座α星 |

## 名称
中国ではヘルクレス座τ星は、7人の高位の官吏を意味する七公（拼音: Qī Gōng）という星官を、ヘルクレス座42番星、ヘルクレス座φ星、ヘルクレス座χ星、うしかい座ν1星、うしかい座ν2星、うしかい座μ1星、うしかい座δ星と共に形成する。ヘルクレス座τ星自身は、七公二（拼音: Qī Gōng èr）つまり七公の2番星とされる。